# Kiril Kotev
Kiril Kotev (18 de abril de 1982) es un futbolista búlgaro. Juega para el PFC Cherno More Varna. Su posición es la de defensa.
Kiril Kotev es el nieto del famoso ciclista en los últimos años, el ganador en el Tour de Bulgaria - Dimitar Kotev y sobrino del exjefe del CSKA Ivaylo DYUSH Kotev.

## Formación
Clubes
Adolescentes Vihar (Gorublyane). Reproducciones Fairplay (Varna), Visible-Rakovski (Sevlievo) y Vihar (Gorublyane), donde en 2000 fue descubierto y dibujado por el CSKA. En Sofía, sin embargo, grandes no se juega a cualquier juego y pronto fue transferido a Velbajd (Kyustendil), que en ese momento en el grupo A. 
Cuando Velbajd se fusionó con la segunda división Lokomotiv (Plovdiv), Kotev es uno de los jugadores que se desplazan en Plovdiv jugar para el equipo que toma el lugar de Kyustendil en el club de élite, pero fue nombrado Lokomotiv. Durante la temporada de 2003/04, el Lokomotiv (Plovdiv) se convirtió en el campeón de Bulgaria por primera vez en la historia del club. Kotev, aunque sólo 21 años, el titular es difícil en este campeonato y del equipo nacional de campeonato es el mayor éxito en su carrera anterior a nivel de clubes. En diciembre de 2005 fue de nuevo señala a CSKA. Ganador de la Supercopa de Bulgaria en 2008 con el CSKA como se señala en el único gol del partido final en la reunión. En diciembre de 2008 fue impulsado por el Nuremberg, pero el alto precio del orden de 1 600 000 negociaciones fracasaron. 
Campeón de Bulgaria 2 veces - 2004 (con el Lokomotiv Plovdiv), 2008 (con el CSKA de Sofía) 
Ganador de la Copa de Bulgaria 1 hora - 2006 (con el CSKA de Sofía) 
Bulgaria ganó la Supercopa de 3 veces - 2004 (con el Lokomotiv Plovdiv), 2006 (con el CSKA de Sofía), 2008 (con el CSKA de Sofía) 
Selección nacional
En la temporada de primavera de campeonato para el Lokomotiv en abril de 2004, Kiril Kotev su llamada primera marcha para el equipo nacional de Bulgaria y debutó en el partido de control, ganó con el 3:0 contra Camerún. Después de la temporada sorprendente, fue convocado por el seleccionador nacional, Plamen Markov y la composición de los 23 jugadores para Evro'2004 ma en Portugal. Según algunas opiniones, Kotev no se debe a sus cualidades de fútbol, y el hecho de que en ese momento él tiene una relación con la hija de Markov.
- Datos: Q1365559